# Bothriechis marchi
Bothriechis marchi là một loài rắn trong họ Rắn lục. Loài này được Barbour & Loveridge mô tả khoa học đầu tiên năm 1929.